# New X-Men
A New X-Men a Marvel Comics által kiadott két képregénysorozatnak a címe. Az első sorozat ami ezt a címet viselte az 1991-ben indult, eredetileg X-Men címen megjelenő képregény volt, mely Grant Morrison írói közreműködése alatt vette fel a „new”, vagyis „új” jelzőt. Morrison 2001-ben vált meg a sorozattól, ami távozása után visszakapta eredeti címét.
Ez a szócikk a 2004 júliusában, a New Mutants második sorozatának folytatásaként, eredetileg New X-Men: Academy X címen megjelenő sorozatról szól.

## A megjelenés története
A sorozat első száma 2004 júliusában jelent meg az előző hónapban megszűnő New Mutants második sorozatának folytatásaként New X-Men: Academy X címen. A sorozat első írói a megszűnt New Mutants írópárosa, Nunzio DeFilippis és Christina Weir lett. Első rajzolója Randy Green volt, aki azonban a második szám után csak borító-rajzolóként közreműködött a sorozatban. Őt Staz Johnson, Michael Ryan, Paco Medina majd pedig Aaron Lopresti követte.
A huszadik számmal, 2005 novemberében a sorozatot új alkotógárda vette át és a képregény címe is elhagyta az Academy X utótagot. A sorozat írói Craig Kyle és Chris Yost lettek, rajzolója Mark Brooks. Az képregény légköre a House of M eseményei után és a Decimation eseményei alatt, mely során a Föld mutánsainak jelentős része elveszítette különleges képességeit, igen komorrá válik. Az új név alatt megjelenő képregény első, négyrészes története a Childhood’s End, vagyis „a gyermekkor vége” címet viseli, mely során a mutánsiskola diákjainak szembesülniük kell saját, és diáktársaik halandóságával. A történet után Medina tárt vissza rendszeres rajzolóként és egészen a 36. számig az alkotócsapat tagja maradt. A 37. részben kezdődő Quest for Magik című történettel Skottie Young vette át a rajzolói feladatokat.